# تاناسیلما، شهرستان پلوا
تاناسیلما، شهرستان پلوا (به لاتین: Tännassilma, Põlva County) یک روستا در استونی است که در دهستان پولوا واقع شده‌است.